# 阿由尔布尼亚
阿由尔布尼亚（20世紀？），昭烏達盟巴林左翼旗西协理阿巴瑞米达之子，巴林左翼旗扎萨克郡王色丹那木扎勒旺宝继承人。中華民國大陸時期、中华人民共和国內蒙古政治人物。
1946年4月，他接替和子章任巴林左翼旗旗长。1947年11月25日，中国共产党林东行政委员会与巴林左翼旗政府合并，统一为巴林左翼旗人民政府，阿由尔布尼亚任旗长，1948年卸任旗长:274-276。